# Festival do Lago das Estrelas
O Festival do Lago das Estrelas é um festival internacional de três dias nas costas do Lago Malauí, o terceiro maior rio em África. A primeira edição do festival foi em 2004 e atrai mais de 4,000 visitantes com atos musicais vindos maioritariamente de África e da Europa.

## História
O festival foi fundado pelo turista britânico Will Jameson. Jameson visitou o Malawi em 1998. Ele estudou na Universidade John Moores e tirou um ano para trabalhar na The Wildlife Society. Esse trabalho levou-o ao Malawi. Quando voltou à universidade, Jameson começou um clube noturno como um tributo à sua viagem, chamado Chibuku Shake Shake, o nome de uma marca de cerveja do Malawi (Chibuku). O clube noturno foi considerado o melhor clube noturno no Reino Unido em 2004 pela Mixmag. Nesse mesmo ano, Jameson fez o seu primeiro festival. Cerca de 700 de pessoas visitaram-no, a maioria de África. O Festival do Lago das Estrelas de 2011 atraiu mais de 3,000 visitantes da Europa e da África. O festival abriu como ministério de turismo malauiano a fazer paraquedismo até a praia do festival.

## Mídia e elogios
O Festival do Lago das Estrelas foi vastamente referenciado como sendo um dos festivais mais importantes no continente africano. Em 2014, foi nomeado como um dos top 7 dos festivais de música africana para visitar pela CNN. Time Out considerou o Lagos das Estrelas como uma das localizações de festivais mais bonita no mundo, em 2015. O jornal Independente do Reino Unido disse "que o Lago das Estrelas que afirma a vida oferece uma oportunidade fascinante para experienciar o pulso musical deste país inspirante." Em 2016, a Revista Vice reconheceu que "a habilidade deste festival de inspirar os jovens que o visitam é algo muito especial."

## Gestão do festival
O Festival do Lagos das Estrelas é organizado por uma mistura de voluntários internacionais, muitos deles com muita experiência na indústria de eventos ao vivo, apoiando uma equipa no Malawi. O festival recebe apoio pro bono da indústria musical do Reino Unido, com os cabeças de cartaz do Reino Unido que viajam para o Malawi normalmente concordando em renunciar os honorários das suas atuações normais. Estima-se que mais de $1 milhão é gerado pelo festival para a economia local cada ano.

## Atividades
O festival organiza oportunidades de voluntariado para os visitantes do festival, fornecendo serviço para uma variedade de caridades patrocinadas pelo festival incluindo a Fundação MicroLoan. Os visitantes também visitam orfanatos para passar tempo com as crianças e brincar jogos e desportos com elas. O festival também inclui conferências, semelhante às TED talks, teatro, dança e artes marciais mistas.

## Artistas
Uma grande faixa de artistas internacionais atuam no Lagos das Estrelas, muitos de África e do Reino Undio. Estes artistas incluem, mas não estão limitados a:
- Afrikan Boy[7]
- Foals[4]
- Freshlyground[3]
- Get Cape. Wear Cape. Fly (2011)[1]
- Tay Grin[7]
- John Wizards (2014)[4]
- Mafikizolo (2014)[4]
- MistaJam (2011)[1]
- Oliver Mtukudzi (2011)[1]
- Noisettes (2011)[1]
- Sauti Sol[7]
- The Maccabees[4]
- The Very Best (2014)[4]
- Young Fathers (2015)[4]
- Zone Farm (2014)[7]

## Outros Eventos
O projeto do Lagos das Estrelas organiza outros eventos no Malawi além do festival principal, incluindo o Festival do Futuro das Crianças e o festival de filmes Lilongwe Shorts.
Fora do Malawi o projeto organizou novos festivais em 2018, em Londres e Glasgow tendo a participação de artistas do Malawi, Zâmbia, Gana, África do Sul e do Reino Unido.